# My Guns Are Loaded
«My Guns Are Loaded» (с англ. — «Я во всеоружии») — песня, записанная валлийской певицей Бонни Тайлер для её третьего студийного альбома Diamond Cut (1979). Она была написана Ронни Скоттом и Стивом Вольфом, которые вместе с Робином Джоффри Кейблом также спродюсировали песню.

## Отзывы критиков
Рецензент журнала Cashbox заявил, что лёгкий шаркающий ритм, акустические гитары, соло на слайд-гитаре и характерный вокал Тайлер делают сингл достойным внимания. Ронни Гурр из Record Mirror, наоборот, негативно отозвался о «My Guns Are Loaded», назвав её «безжизненным кантри-н-вестерн».

## Список композиций
Великобритания — 7" (RCA Victor — PB 5147)
1. «My Guns Are Loaded» — 3:45
2. «Baby I Just Love You» — 3:03

Германия — 7" (RCA Victor, RCA — PB 5131)
1. «My Guns Are Loaded» — 3:45
2. «The Eyes of a Fool» — 3:19

## Чарты
| Чарт (1979)                        | Высшая позиция |
| ---------------------------------- | -------------- |
| Канада (RPM Adult Contemporary)    | 10             |
| США (Billboard Hot Country Songs)  | 86             |
| США (Cashbox Top 100 Country)      | 83             |
| США (Record World Country Singles) | 85             |
| США (Record World Top 150 Singles) | 141            |
| Франция (IFOP)                     | 11             |